# SRH Berlin School of Design and Communication
Die SRH Berlin School of Design and Communication (bis 2019 design akademie berlin) ist eine private und staatlich anerkannte Hochschule in Berlin. Es werden Studiengänge in den Fachbereichen Kommunikation und Design angeboten.
Seit 2015 befindet sich der Standort im Aufbau Haus am Moritzplatz im Berliner Ortsteil Kreuzberg. Schulträger ist die SRH Hochschule für Kommunikation und Design GmbH.

## Geschichte

Die Bildungseinrichtung ist seit 2007 als Hochschule vom Wissenschaftssenat Berlin staatlich anerkannt und wurde im Jahr 2018 auf 5 weitere Jahre erfolgreich reakkreditiert. Die deutsch- und englischsprachigen Bachelor- und Masterstudiengänge entsprechen den europaweit geltenden Bologna-Richtlinien. Alle Studiengänge sind akkreditiert und weisen damit eine hohe Qualität in der Lehre nach.
Das praxisorientierte Hochschulstudium schließt in den Bachelor-Studiengängen wahlweise nach sechs oder sieben Semestern mit dem international anerkannten akademischen Abschluss Bachelor of Arts ab. Der Abschlussgrad Master of Arts wird in den zwei deutschsprachigen viersemestrigen und in einem englischsprachigen Master-Studiengang nach zwei Jahren verliehen. Inhaltlich sind die Studiengänge fokussiert auf die Themen Kommunikation, Gestaltung, Marketing, Werbung, Design und Ludologie. Die Hochschule bildet Fach- und Nachwuchsführungskräfte der Kreativ- und Designwirtschaft aus.
Das Team der Hochschule gewann den ersten Platz im P2P Facebook Global Digital Challenge im Herbst 2017.
Die Vorgängerinstitutionen – die design akademie berlin und die Kommunikationsmanagement GmbH – wurden 1995 als Berufsfachschulen gegründet.
Seit Anfang 2014 ist die design akademie berlin eine von neun SRH Hochschulen mit insgesamt rund 12.000 Studierenden.
Bis 2015 fanden die Vorlesungen der Hochschule auch noch in ihren Standorten in den Paul-Lincke-Höfen – einer ehemaligen Telegraphenfabrik – und in der Liegnitzer Straße statt. 

## Standort

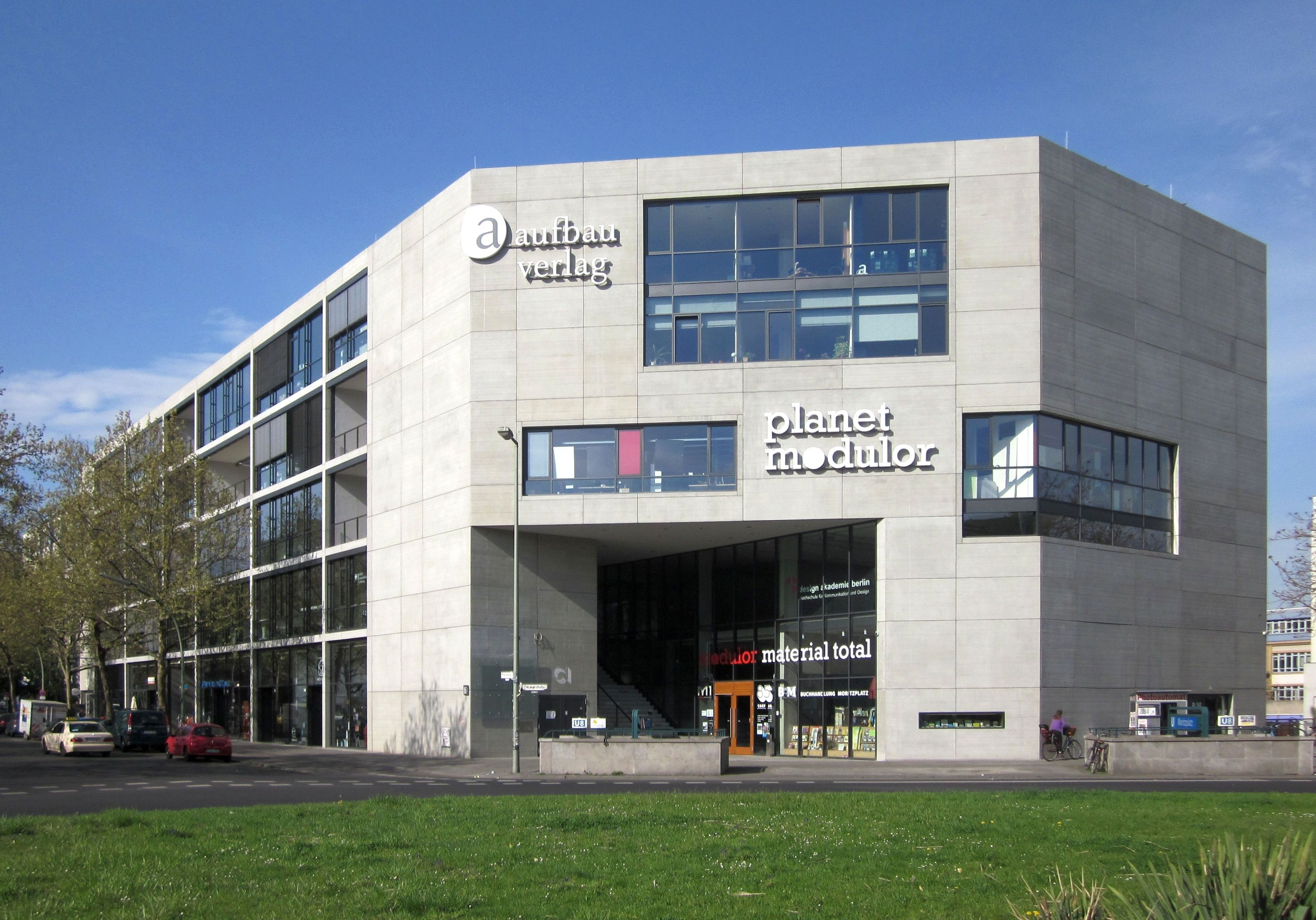
Sitz der SRH Berlin School of Design and Communication

Mitten im Berliner Ortsteil Kreuzberg hat die Akademie ihre Räume in den ersten zwei Etagen des Aufbau Hauses in der Prinzenstraße bezogen. Die Seminarräume sowie hochwertig ausgestattete Film- und Fotostudios können auch als Veranstaltungs- und Tagungsräume gebucht werden.

## Studiengänge und Ausstattung
Die Akademie bietet sechs Bachelor- und drei Master-Studiengänge in Deutsch und Englisch an. Es handelt sich um staatlich anerkannte modularisierte Hochschulstudiengänge.
Bachelor-Programme:
- B.A. Marketingkommunikation[9]
- B.A. Advertising[10]
- B.A. Kommunikationsdesign[11]
- B.A. Fotografie (auf Englisch oder Deutsch)
- B.A. Illustration[12]
- B.A. Film+Motion Design[13]
- B.A. Web Development (dual oder Vollzeit)[14]
- B.A. Game Studies[15]

Master-Programme:
- M.A. Marketingkommunikation[16]
- M.A. Strategic Design[17]

Die Hochschule verfügt über eine umfassende Medientechnik. Den Studierenden stehen auch an den Wochenenden Ausleihmöglichkeiten für Macs und Fotoequipment, Animations-, Greenscreen- und Fotostudios, Print- und Scangeräte, eine Dunkelkammer, sowie ein Schnittraum zur Verfügung.